# Garganuszi csata
A garganuszi csata a Spartacus vezette harmadik rabszolgaháború egyik csatája volt a mai Gargano (akkori nevén Garganusz) hegység lábánál i. e. 72 környékén. Spartacus gall alvezérének, Crixusnak a seregét semmisítette meg Lucius Gellius Publicola római konzul légiója, ezzel kivont egy jelentős katonai erőt az itáliai hadszíntérről. Jóllehet a Spartacus vezette fősereg továbbra is nagy létszámú és erős maradt, amit az is mutat, hogy Spartacus képes volt megverni nemcsak később Publicolát, hanem egy másik konzuli légiót is, majd a két légióra együttesen még egy súlyos vereséget mért.

## Előzmények
Spartacus, Crixus és egy másik gall gladiátor, Oenomaus szervezték meg a Vezúv hegyre menekült szökött capuai gladiátorokat és a hozzájuk csatlakozott campaniai rabszolgákat i. e. 73-ban, majd legyőzték Claudius Glaber római katonai kontingensét. A kezdeti sikerek hatására a felekelő sereg száma gyorsan megnőtt és hamar okkupálták Dél-Itália jelentős részét. I. e. 72 tavaszára egy körülbelül 70 ezer fős hadsereg fölött rendelkezett Spartacus, amellyel útnak indult Észak-Itália felé és az útközben újonnan csatlakozókkal 120-150 ezer főre duzzadt a felkelők hada.
Azonban Crixus mégis kivált Spartacustól, melynek pontos okára nincs egyértelmű magyarázat: vagy Dél-Itália kifosztása és Róma elfoglalása volt Crixus célja, vagy pedig Spartacus hagyta hátra, hogy fedezze az északi hadjáratot a Róma környékén állomásozó légióktól.

## A csata
Crixus serege különböző források szerint 10, 20 és 30 ezer fő között ingadozott. A sereg folyamatosan pusztította a dél-itáliai vidékeket, ezért sok falusi szabad ember ellenségesen viszonyult Crixushoz, akinek ráadásul zömében gallokból és germánokból álltak a harcosai, szemben a vidék szabad parasztjai italikus népekből álltak.
A parasztoktól Publicola 10 ezer fős serege jelentős információhoz jutott. Crixus a Garganusz lábánál, a mai Foggia megye területén ütött tábort. A felkelők nem erősítették meg a tábort és őrszemeket sem állítottak. A római sereg kihasználva a lehetőséget és álmában ütött rajta Crixus emberein. Sokuk még fegyverhez sem tudott nyúlni, egyből lekaszabolták a légionáriusok.
Crixus a zűrzavarban próbálta megváltoztatni arcvonalát és germán gyalogosaival védekezett a támadó rómaiak ellen, amíg a gallok és a sereg elitalakulatát képező gladiátor csapat kellően rendezi a sorait. Az átrendezés sikertelen maradt és a felkelők különböző csoportjai elszórtan és szervezetlenül harcoltak. Crixust Publicola alvezére, Quintus Arrius szúrta le, más forrás szerint Crixus öngyilkos lett. Levágott fejét ezüsttálcán vitték a konzul színe elé.

## A következmények
Spartacus rövid időn belül visszatérni kényszerült Közép-Itáliába, miután az Alpokon való átkelése nem sikerült. Spartacus megelőzte Publicolát, hogy egyesüljön a másik, Cnaeus Cornelius Lentulus Clodianus vezette konzuli légióval és külön-külön verte meg őket. A két konzul bár a vereséget követően össze tudta vonni seregét, de a vesztes csaták után megfáradt katonák így is újabb vereséget szenvedtek Piceneumban. Spartacus azzal torolta meg Crixus halálát, hogy a két sereg elfogott katonáit gladiátorjátékra kényszerítette, akik így egymást ölték meg.

## Érdekességek
Stanley Kubrick amerikai filmrendező 1960-ban készített pazar produkciót a rabszolgafelkelésről Spartacus címen. Crixusnak, a Garganusznál elkövetett hanyagsága a filmben épp a rómaiak nemtörődömségeként jelenik meg: a Vezúvon táborozó felkelők ellen induló római katonák vezére annyira bízik erejében, hogy nem erősíti meg a saját táborát, ezt Spartacusék kihasználják és könnyűszerrel lerohanják a légionáriusokat, nagy zsákmányt szerezve.